# مشتهر
مشتهر إحدى قرى مركز طوخ التابع لمحافظة القليوبية بجمهورية مصر العربية، وتضم القرية كليتي الزراعة والطب البيطري التابعتين لجامعة بنها.

## التاريخ
قرية مشتهر من القرى القديمة، حيث وردت باسم «نُجطُهر» في أعمال الشرقية ضمن قرى الروك الصلاحي التي أحصاها ابن مماتي في كتاب قوانين الدواوين، كما وردت باسم نجطهر من أعمال القليوبية ضمن قرى الروك الناصري التي أحصاها ابن الجيعان في كتاب «التحفة السنية بأسماء البلاد المصرية». وفي العصر العثماني ورد اسمها في التربيع العثماني الذي أجراه الوالي العثماني سليمان باشا الخادم في عصر السلطان العثماني سليمان القانوني ضمن قرى ولاية القليوبية، وفي تاريخ 1228هـ/1813م الذي عدّ قرى مصر بعد المسح الذي قام به محمد علي باشا باسم «مجطهر» ضمن قرى مديرية القليوبية، وفي سنة 1260هـ/1844م، صار اسمها «مشتهر».

## السكان
بلغ عدد سكان مشتهر 28,857 نسمة، حسب الإحصاء الرسمي لعام 2006.